# John Douglas Lynch
John Douglas Lynch (30 juli 1942) is een Amerikaanse natuuronderzoeker en zoöloog die zich vooral verdiepte in de herpetologie.
Lynch was van 1967 tot 1997 hoogleraar aan de Universiteit van Nebraska-Lincoln. Tussen 1965 en 2003 heeft Lynch samen met William Edward Duellman aan meer dan 200 soorten kikkers de eerste wetenschappelijke beschrijving gegeven. Voornamelijk aan de Eleutherodactylus, Pristimantis en Strabomantis.

## Onderscheiding
Soorten die zijn vernoemnd naar John Douglas Lynch.
- Atelopus lynchi Cannatella, 1981
- Rhaebo lynchi Mueses-Cisneros, 2007
- Centrolene lynchi (Duellman, 1980)
- Lynchophrys Laurent, 1983
- Colostethus lynchi Grant, 1998
- Hyloscirtus lynchi (Ruiz-Carranza & Ardila-Robayo, 1991)
- Noblella lynchi (Duellman, 1991)
- Lynchius Hedges, Duellman & Heinicke, 2008
- Pristimantis lynchi (Duellman en Simmons, 1977)
- Pseudoeurycea lynchi Parra-Olea, Papenfuss & Wake, 2001

- Gemeinsame Normdatei: 1122059450
- International Standard Name Identifier: 0000 0000 5957 5571
- Library of Congress Control Number: n79056190
- Nationale Bibliotheek van Tsjechië: jx20041118029
- Nationale Bibliotheek van Israël: 987007447518205171
- Système universitaire de documentation: 193025493
- Virtual International Authority File: 10170727